# Бобруйськ
Бобру́йськ (біл. Бабру́йск, Babrujsk) — місто в Могильовській області Білорусі, районний центр Бобруйського району. Пароплавна пристань на річці Березині (басейн Дніпра). Вузол залізничних і автомобільних шляхів. 225 тисяч мешканців (2000). Відоме з XIV століття.

## Клімат
Місто знаходиться у зоні, котра характеризується вологим континентальним кліматом з теплим літом. Найтепліший місяць — липень із середньою температурою 18 °C (64.4 °F). Найхолодніший місяць — січень, із середньою температурою -6.8 °С (19.8 °F).
| Клімат Бобруйська       | Клімат Бобруйська | Клімат Бобруйська | Клімат Бобруйська | Клімат Бобруйська | Клімат Бобруйська | Клімат Бобруйська | Клімат Бобруйська | Клімат Бобруйська | Клімат Бобруйська | Клімат Бобруйська | Клімат Бобруйська | Клімат Бобруйська | Клімат Бобруйська |
| Показник                | Січ.              | Лют.              | Бер.              | Квіт.             | Трав.             | Черв.             | Лип.              | Серп.             | Вер.              | Жовт.             | Лист.             | Груд.             | Рік               |
| Абсолютний максимум, °C | 9,9               | 14,9              | 20                | 28,6              | 31,7              | 33,1              | 35,3              | 38                | 31,5              | 26,1              | 17,5              | 12                | 38                |
| Середній максимум, °C   | −2,2              | −1,3              | 4,3               | 13,1              | 19,6              | 22,2              | 24,4              | 23,5              | 17,5              | 11                | 3,1               | −1,2              | 11,2              |
| Середня температура, °C | −6,8              | −6                | −1,6              | 6,1               | 13,2              | 16,5              | 18                | 16,8              | 12,1              | 6,3               | 0,6               | −4,2              | 5,9               |
| Середній мінімум, °C    | −7,4              | −7,8              | −3,8              | 1,9               | 7,1               | 10,6              | 12,5              | 11,4              | 7                 | 2,8               | −2                | −6,1              | 2,2               |
| Абсолютний мінімум, °C  | −37,2             | −36,1             | −27,2             | −8,4              | −4,1              | −1                | 2,2               | 1,1               | −4,6              | −12               | −23,8             | −30,7             | −37,2             |
| Норма опадів, мм        | 35                | 28                | 33                | 45                | 53                | 80                | 88                | 77                | 55                | 48                | 48                | 41                | 631               |
| Днів з дощем            | 7                 | 6                 | 9                 | 12                | 14                | 15                | 15                | 12                | 14                | 13                | 13                | 10                | 140               |
| Днів зі снігом          | 18                | 17                | 12                | 3                 | 0,2               | 0                 | 0                 | 0                 | 0                 | 2                 | 10                | 18                | 80                |
| Вологість повітря, %    | 86                | 86                | 79                | 72                | 67                | 71                | 74                | 75                | 80                | 83                | 88                | 89                | 79                |
| ----------------------- | ----------------- | ----------------- | ----------------- | ----------------- | ----------------- | ----------------- | ----------------- | ----------------- | ----------------- | ----------------- | ----------------- | ----------------- | ----------------- |
| Джерело: Weatherbase    |                   |                   |                   |                   |                   |                   |                   |                   |                   |                   |                   |                   |                   |

## Історія

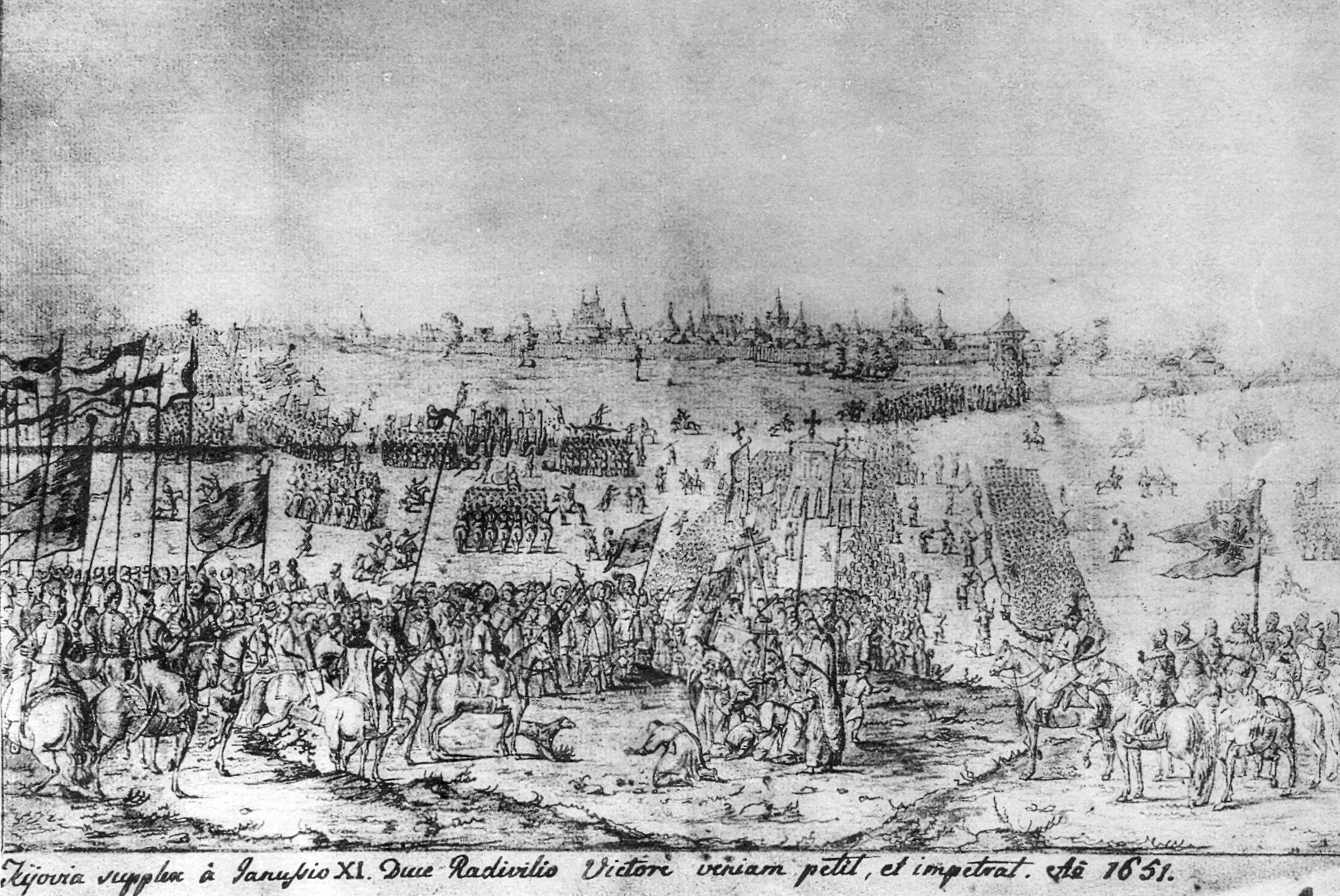
Взяття Бобруйска військом Радзиділа 21 лютого 1649 року, рисунок Абрагама ван Вестерфельда

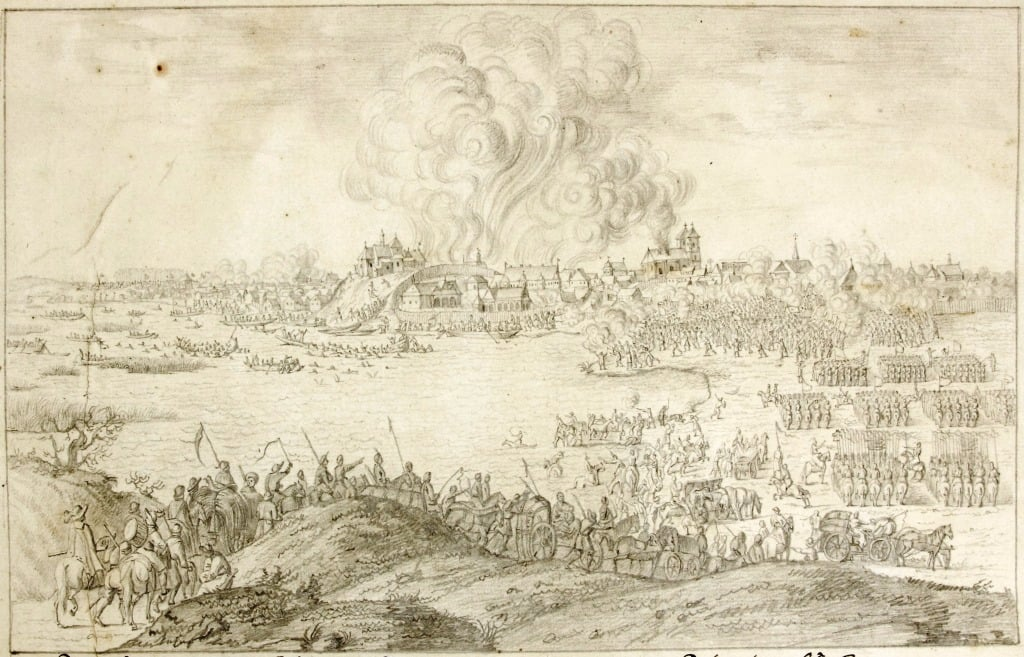
Взяття Бобруйска військом Радзиділа 1649 року, рисунок Абрагама ван Вестерфельда

Бобруйськ згадується у переліку руських міст далеких і близьких кінця XIV століття як «рязанське» місто.
У 1594—1595 роках під час козацького повстання Бобруйськ зайняли козаки на чолі з Северином Наливайком.
У 1648—1649 роках під час повстання під проводом Богдана Хмельницького місто захопило повстанське козацьке військо. У 1649 році Бобруйськ обложило литовське військо Януша Радзивіла. Радзивіл пообіцяв містянам помилування, якщо вони складуть зброю і видадуть повстанців. Проте, як пише П'єр Шевальє, коли частина з тих, кого мали видати полякам, дізналася про цю вимогу, вони сховалися в дерев'яній вежі і «самі підпалили її, воліючи цю добровільну смерть, ніж ту, якою погрожували їм переможці». Ватажок повстання Подубич був страчений.

## Промисловість
У Бобруйську функціонують: найбільший у Центральній Європі шинний комбінат «Бєлшина», завод гумових технічних виробів, завод крупнопанельного домобудування, завод сільськогосподарської техніки, фанерно-деревообробний комбінат, машинобудівний, судоремонтний, ваговий, гідролізний і регенераторний заводи, дві меблеві, взуттєва, швейна, трикотажна фабрики, пивоварна компанія «Сябар», м'ясокомбінат, хлібо- і маслозавод, горілчаний завод, кондитерська фабрика.

## Культура та освіта
- Драматичний театр. Палац мистецтв.
- Краєзнавчий музей. В місті збереглася фортеця XIX століття.
- Технікуми: автошляховий, механічної обробки деревини, сільськогосподарчий.

## Транспорт
Дві залізничних станції: Бобруйськ (головний вокзал) та Березина. Міжміський автовокзал. У місті функціонують чотири тролейбусні маршрути. Бобруйськ — єдине місто Білорусі поза обласними центрами, яке має тролейбусне сполучення. Близько 30 автобусних маршрутів і 70 ліній маршрутних таксі. Порт на річці Березина.

## Готелі
Найстаріший готель «Бобруйськ» (в центрі міста), найсучасніший — «Турист» (практично в центрі міста), доволі комфортабельний — «Ювілейний» (біля Палацу мистецтв), є декілька приватних готелей.

## Релігія. Храми

### Релігійні громади
У Бобруйську зареєстровано 20 релігійних громад п'яти конфесій:
- протестантських — 8,
- православних — 5,
- юдейських — 3,
- старовірських — 3,
- римо-католицьких — 1.

Бобруйськ є центром Бобруйської православної єпархії.

### Храми
- Православні:
  - Собор св. Миколая,
  - Святого Георгія,
  - Святого Іллі.
- Римо-католицькі
  - Костел Непорочного зачаття Пресвятої Діви Марії (єдиний діючий станом на лютий 2008 року).
- Юдейські
  - Синагога (діюча — вул. Соціалістична, 36).
- Протестантські

## Галерея храмів Бобруйська
|                                |
| Православний собор св. Миколая |

|                    |
| Церква св. Георгія |

|                 |
| Церква св. Іллі |

|                                        |
| Оборонцям Бобруйська у війні 1812 року |

|                                  |
| Православна церква (вул. Шмідта) |

|                            |
| Костел Непорочного Зачаття |

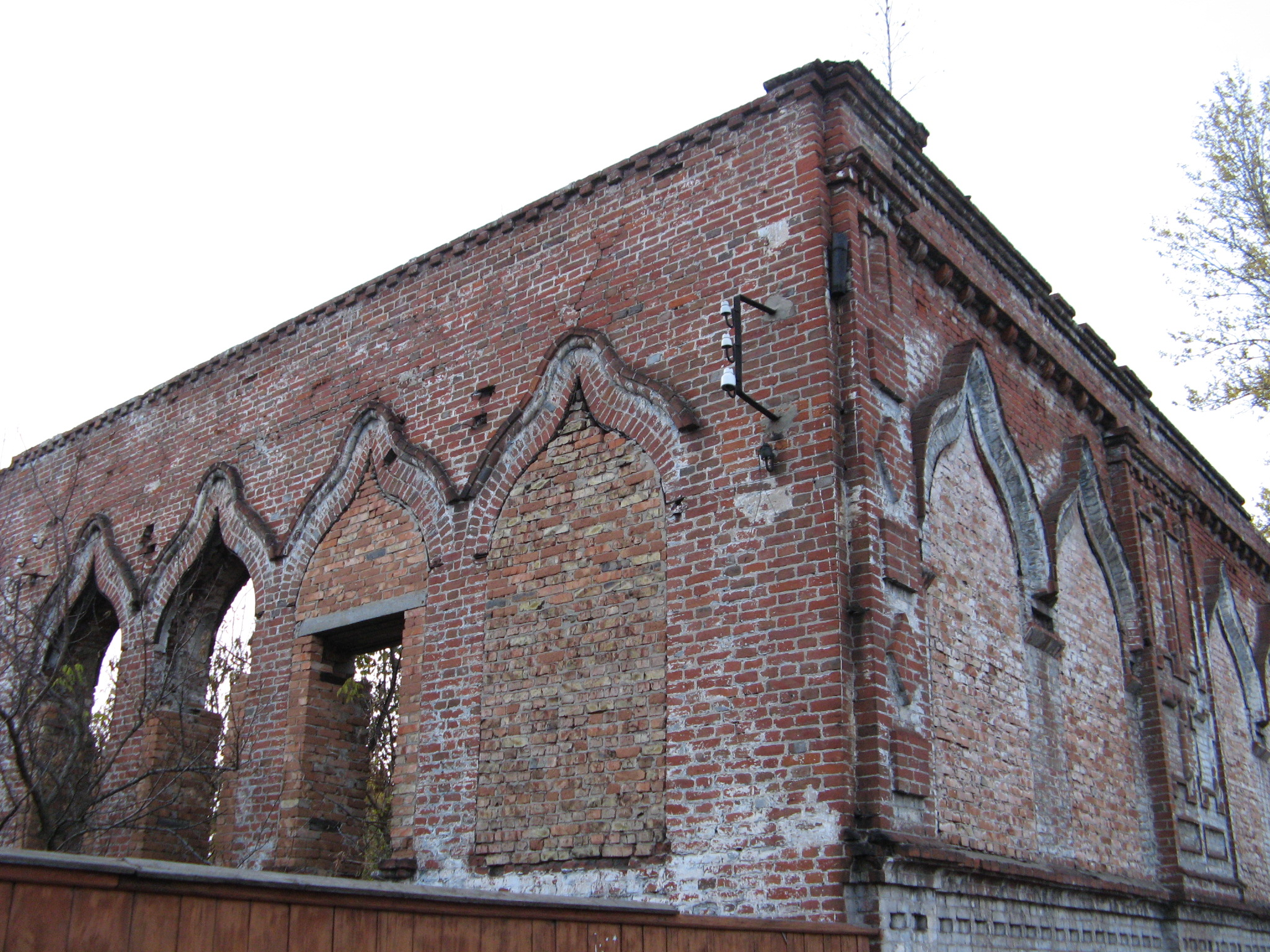
Руїни бобруйської синагоги
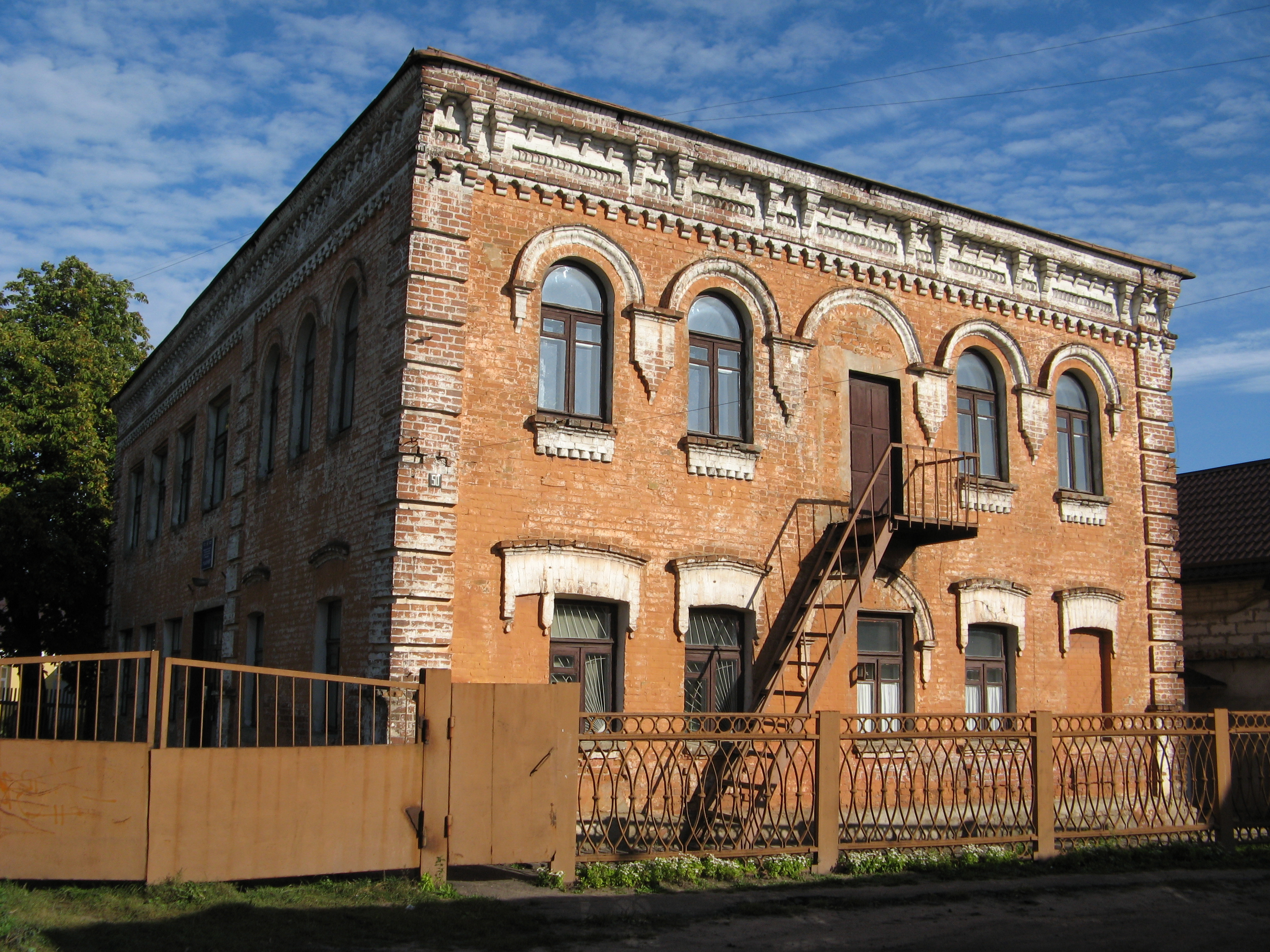
Будівля синагоги в Бобруйську (вул. Дзержинського)
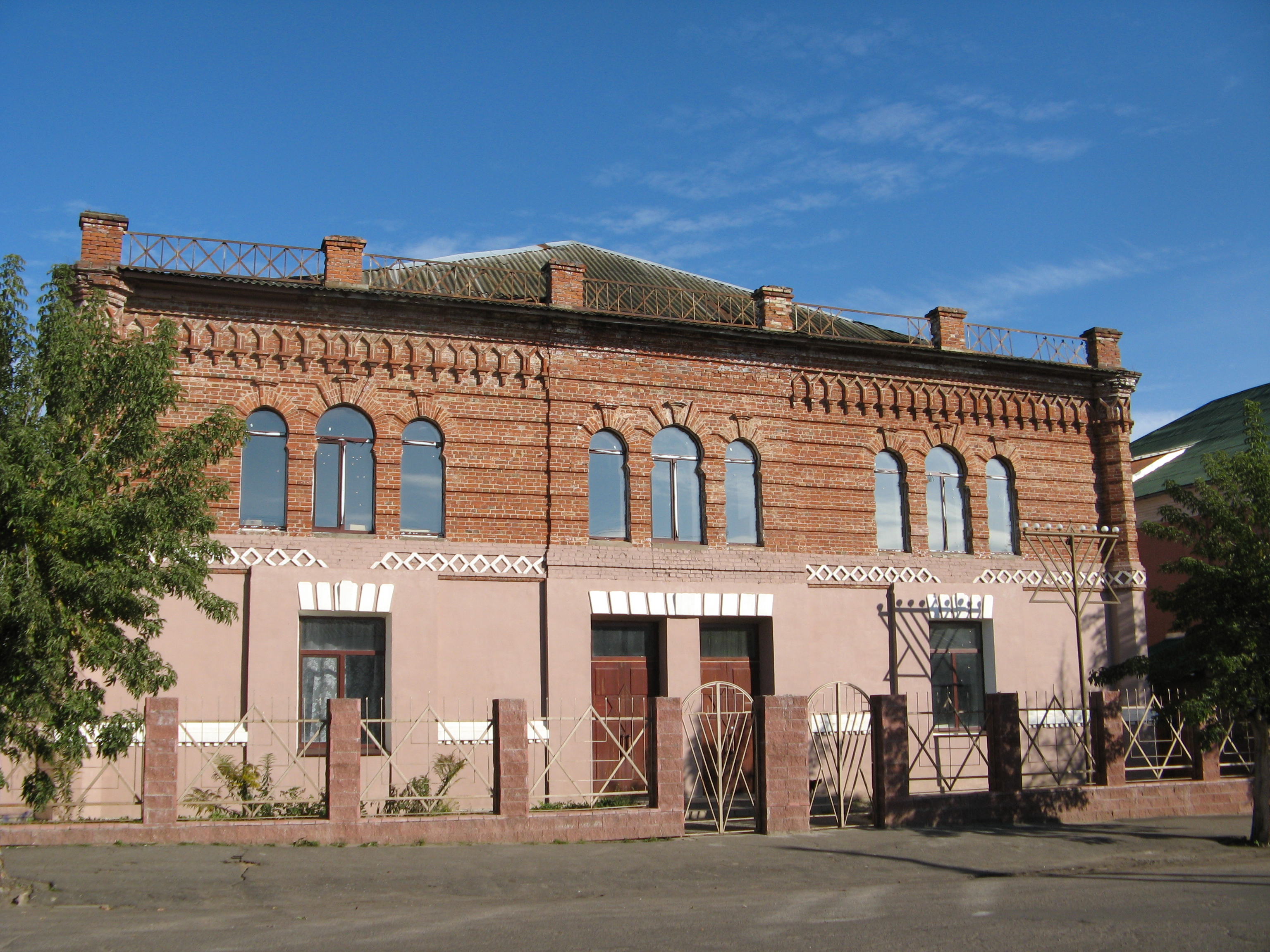
Діюча синагога в Бобруйську (вул. Соціалістична, 36)
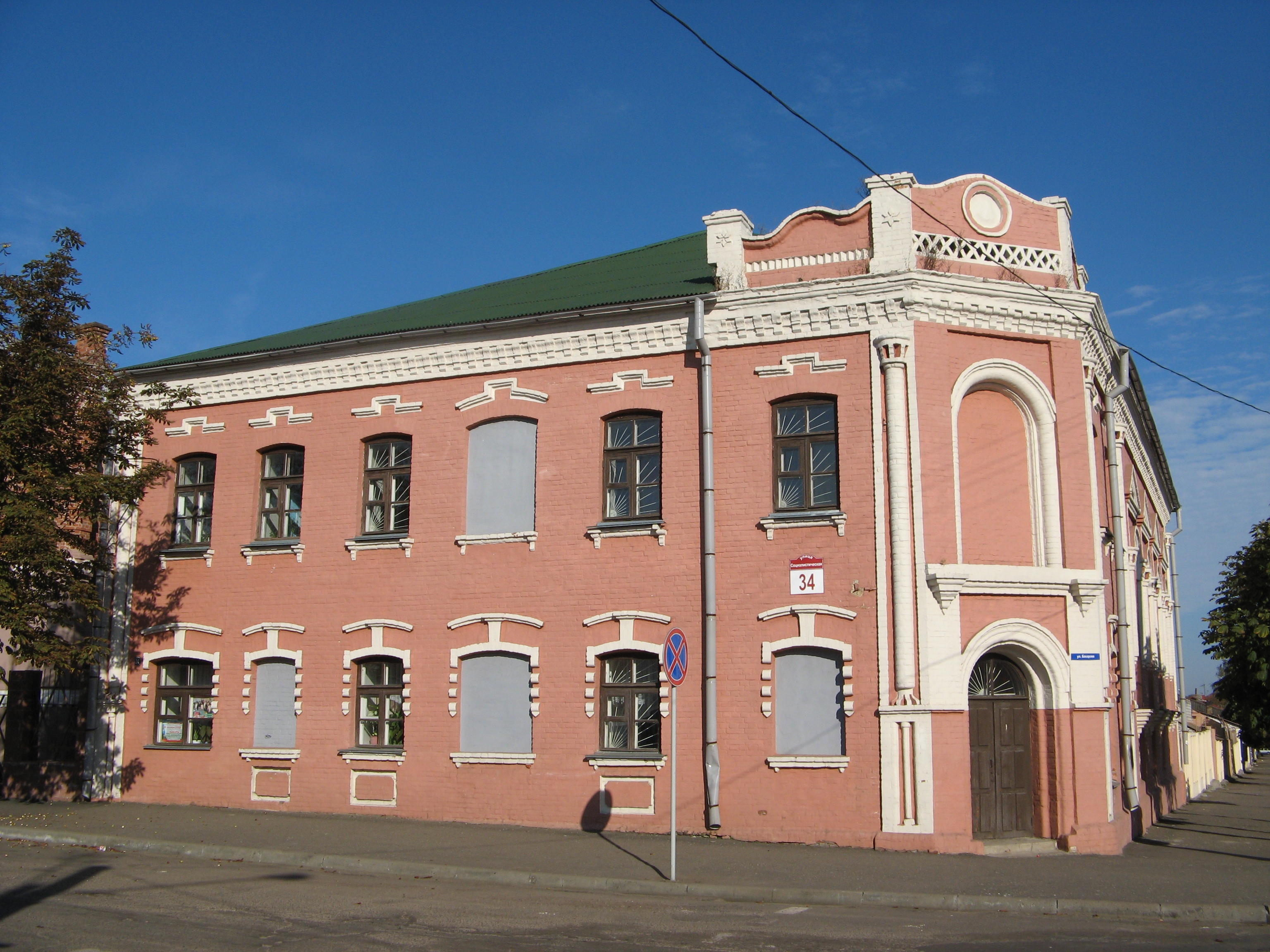
Будівля синагоги в Бобруйську (вул. Соціалістична, 34)
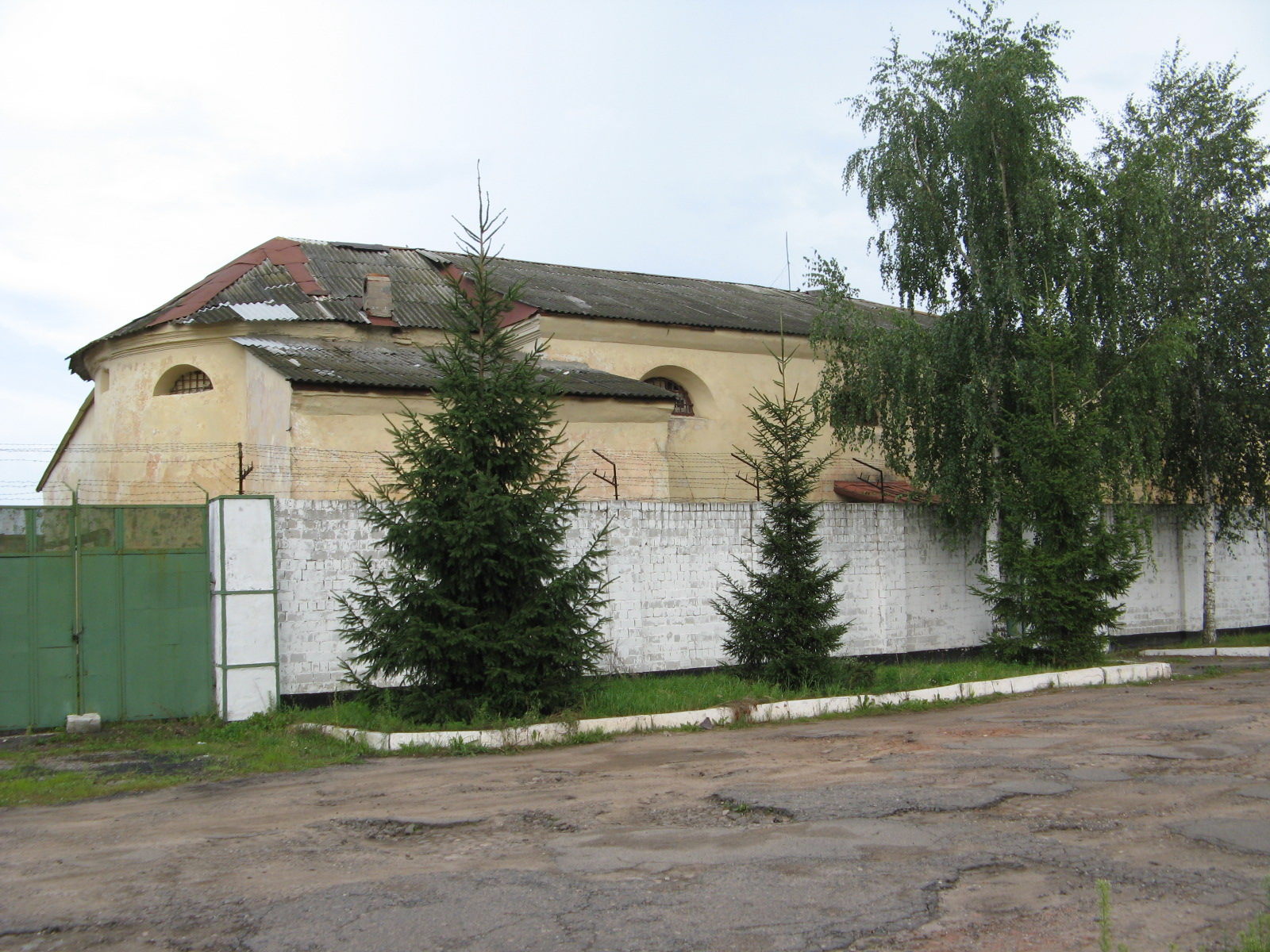
Будівля колишнього костелу св. Петра и св. Павла

## Відомі люди

### Народилися
- Максим Неофіт Буйницький — український кінорежисер і сценарист.
- Гері Вайнерчук (* 1975) — американський підприємець, інвестор
- Епштейн Овсій Володимирович (1933—2006) — лікар-ендокринолог, доктор медичних наук, професор, член-кореспондент АМН України, заслужений діяч науки і техніки України, лауреат Державної премії України в галузі науки і техніки (2007, посмертно).
- Окаемів Олександр Олександрович — старшина Дієвої армії УНР.
- Естрін Леонід Самійлович — радянський український кінорежисер єврейського походження.
- Хоружа Віра Захарівна (1903—1942) — радянська партизанська активістка.
- Севела Юхим Євєлєвич (1928—2010) — російський кінодраматург, режисер.

### Пов'язані з містом
- Тарас Шевченко — український поет-пророк, художник, був у Бобруйську 1829 року, коли в складі валки Енгельгардта їхав з України до Вільна. Тепер одну з вулиць міста названо на честь Тараса Шевченка.
- Ярослав Євдокимов (нар. 1946, Рівне) — білоруський співак, у 1999 році йому присвоєно звання «Почесний громадянин міста Бобруйська»[6]